# Désengagement (film)
Pour les articles homonymes, voir Désengagement.
Pour plus de détails, voir Fiche technique et Distribution.
Désengagement (en hébreu התנתקות), est un film dramatique franco-italo-germano-israélien réalisé par Amos Gitaï, sorti en 2007 et présenté en première mondiale (Hors compétition) à la Mostra de Venise 2007.

## Synopsis
À la mort de leur père, Ana et son demi-frère d'origine israélienne Uli se retrouvent à Avignon. Dans le testament du défunt, il est stipulé qu'Ana ne pourra toucher son héritage tant qu'elle n'aura pas retrouvé sa fille, qu'elle a abandonnée il y a des années. Ainsi, Ana et Uli s'en vont en Israël, plus précisément dans la Bande de Gaza, alors en train d'être évacuée.

## Fiche technique
- Titre : Désengagement
- Réalisation : Amos Gitaï
- Scénario : Amos Gitaï et Marie-Jose Sanselme
- Pays d'origine :  Israël /  Allemagne /  Italie /  France
- Format : couleur - 35 mm
- Genre : drame
- Durée : 115 minutes
- Date de sortie : 2007

## Distribution
- Juliette Binoche : Ana
- Liron Levo : Uli
- Jeanne Moreau : Françoise
- Barbara Hendricks : Barbara
- Dana Ivgy : Dana
- Hiam Abbass : Hiam
- Tomer Russo : Tomer
- Israel Katorza : Israel
- Yussuf Abu-Warda : Youssef
- Uri Klauzner : Uri
- Amos Gitaï